# Güven Hokna
Güven Hokna (Ankara, 24 januari 1946) is een Turkse actrice en toneelspeelster van (gedeeltelijk) Armeense afkomst.

## Leven
Hokna werd op 24 januari 1946 in Ankara geboren. Haar moeder Avniye Hanim was van Armeense origine. In 1967 studeerde Hokna af aan het staatsconservatorium van Ankara. 
Op 31 maart 2019 stelde Hokna zich verkiesbaar als burgemeester van Üsküdar (Istanboel).

## Filmografie
- 1993-1999 : Ferhunde Hanımlar : Suzi
- 1998 : İkinci Bahar : Neriman
- 2002 : Kumsaldaki İzler : Nimet
- 2002-2003 : Zerda : Sultan Ana
- 2003 : Havada Bulut : Gülizar
- 2004 : Avrupa Yakası  : -
- 2004-2005 : Kurtlar Vadisi : Nergis Karahanlı
- 2006-2010 : Yaprak Dökümü : Hayriye Tekin
- 2010 : Beyaz Show  : Kendisi
- 2011 : Sensiz Olmaz : Gülümser
- 2012 : Huzur Sokağı : Saadet
- 2015 : Sen Benimsin : Bereket
- 2017-2018 : Bahtiyar Ölmez  : Latife
- 2019-2020 : Hercai : Şükran